# Филаделфевс, Александрос
Александрос Филаделфевс (греч.  Αλέξανδρος Φιλαδελφεύς , Афины, Греческое королевство 1867—1955 Афины) — греческий археолог, художник и писатель конца XIX — первой половины XX веков.
Был директором Археологического музея Олимпии Афинского Акрополя Эпиграфического музея Афин и Афинского археологического музея.

## Биография
Александрос Филаделфевс родился в 1867 году в Афинах.
Его отец был основателем одной из первых типографий в Греции:Δ-462.
Александрос Филаделфевс учился живописи в Мюнхене у Николаоса Гизиса.
Продолжил учёбу в Афинском университете на философском и археологическом факультетах, где получил степень доктора в 1895 году.
Был назначен преподавателем археологии в Афинский университет и профессором Истории искусств в Афинскую школу изящных искусств.
Он был куратором древностей в Навплионе, в Патрах и Афинах.
В 1899 году стал первым куратором библиотеки Афинского археологического общества и оставался на этом посту до 1902 года.
В качестве археолога руководил раскопками в Никополе (сразу после освобождения Эпира в 1913 году и по 1924 год), в аркадийской Иреи (1930), в Сикионе (с 1933 по 1941), Эрмиони, в Афинах и других археологических площадках.
Был директором Археологического музея Олимпии Афинского Акрополя Эпиграфического музея Афин и Афинского археологического музея.
Писал в газете Акрополис под псевдонимом «Горила».
Одновременно Филаделфевс продолжал заниматься живописью. Написал много работ с тематикой из Священного писания, Освободительной войны (1821—1829) и картины ежедневной греческой действительности. Среди его религиозных работ выделяется настенная роспись церкви Святого Георгия Карициса в Афинах.
Среди книг написанных Филаделфевсом выделяются: «Питекантроп», «Гермес Праксителя», «Причины расцвета древнего искусства», «Гид Афин», «Графика древних», «Наброски о моём путешествии по полуострову Хемус» (см. Балканы), «Египетские наброски», «Герои Греческой революции», «Раскопки Никополя», «Дилос».

## Филаделфевс и Олимпийские игры

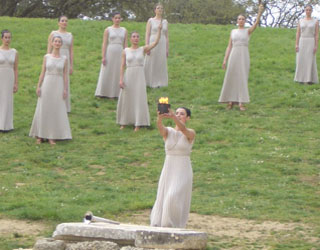
Греческая актриса Мария Нафплиоту (в центре) на церемонии зажжения олимпийского огня, 2008 год

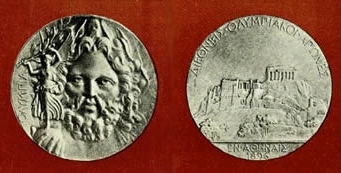
Серебряная медаль чемпиона Игр I Олимпиады

Не совсем ясно участие Филаделфевса в изготовлении серебряной медали Первых Олимпийских игр современности в 1896. Некоторые источники именуют его автором проекта медали, но на самой медали выбито имя лишь французского скульптора и медальера Жюля Шаплена.
Однако его авторство в ритуале зажжения олимпийского огня в Олимпии, с помощью параболического зеркала, фокусирующего лучи Солнца подтверждают несколько источников.
При этом следует отметить, что впервые церемония состоялась перед Олимпиадой 1936 года в Берлине, после чего последовала первая эстафета олимпийского огня, идея которой принадлежит немцу Карлу Диму, восходящая к греческому ритуалу лампадодромии).

## Вторая мировая война и оккупация
28 октября 1940 года началось вторжение итальянской армии в Грецию из союзной итальянцам Албании. Греческая армия отразила вторжение и через 2 недели боёв перенесла военные действия на албанскую территорию.
Победы греческой армии вызвали большой резонанс, поскольку на тот момент силы Оси господствовали в Европе, только Британия и Греция продолжали сражаться, в то время как с августа 1939 года оставался в силе Договор о ненападении между Германией и Советским Союзом. Победы греческой армии были первыми победами антифашистской коалиции во Второй мировой войне.
Филаделфевс был среди деятелей искусств Греции, подписавшихся под Воззванием греческих интеллектуалов к интеллигенции мира.
Греческие интеллектуалы заявляли своим коллегам:
«Мы, эллины, дали ответ на этот ультиматум фашистского насилия. Ответ, который подобает 3000 лет наших традиций, выгравированных глубоко в наших душах, но и написанных и в последнем углу священной земли кровью величайших героев человеческой истории. И сегодня, на заснеженных склонах Пинда и гор Македонии мы сражаемся, в большинстве случаев штыком, полные решимости победить или умереть до единого. Β этой неравной борьбе ….
у нас есть ощущение, что мы защищаем не только наше дело: что мы боремся за спасение всех тех Высоких ценностей, которые составляют духовную и нравственную культуру, то ценное наследие, что завещали человечеству наши прославленные предки и которым сегодня, мы видим, угрожает волна варварства и насилия. Именно это ощущение даёт нам, греческим интеллектуалам, людям культуры и искусства, смелость обратиться к братьям во всём мире, чтобы попросить не материальную, а моральную помощь. Просим вклада душ, революцию сознаний, обращения, немедленного воздействия, везде где это возможно, бдительного слежения и действия для (подготовки) нового духовного Марафона, который избавит закабалённые нации от угрозы самого тёмного рабства, который познало человечество по сегодняшний день».
Подписи: Костис Паламас, Спирос Мелас, Ангелос Сикелианос, Георгиос Дросинис, Сотирис Скипис, Димитриос Митропулос, Константин Димитриадис, Николаос Веис, Константин Партенис, Иоаннис Грипарис, Яннис Влахояннис, Стратис Миривилис, Костас Уранис Мильтиад Малакасис, Григорий Ксенопулос, Александрос Филаделфевс, Аристос Кампанис.
Трудные годы тройной германо-итало-болгарской оккупации Греции Филаделфс прожил в Афинах. Руководимые им раскопки в Сикионе были прерваны с началом оккупации в 1941 году.

## Последние годы
Филадефевс состоял в масонской ложе.
Филаделфевс стал членом Афинского Ротарианского клуба и в период 1940-41 и 1945-46 был его президентом.
До конца своей жизни был активным членом «Археологического общества Афин» и продолжал свою писательскую деятельность.
Умер в Афинах в 1955 году.